# Tratado de Amizade e Cooperação entre Portugal e Espanha (1977)
O Tratado de Amizade e Cooperação entre Portugal e Espanha (em castelhano:  Tratado de Amistad y Cooperación entre España y Portugal) foi um tratado bilateral, assinado entre a República Portuguesa e o Reino de Espanha a 22 de novembro de 1977 e ratificado a 17 de abril de 1978, com o objetivo de reforçar os laços de amizade e solidariedade entre os dois países europeus. Veio substituir o Tratado de Amizade e Não Agressão Luso-Espanhol assinado em 1939, tendo por sua vez sido substituído pelo Tratado de Amizade e Cooperação entre Portugal e Espanha de 2021.